# دارتوت رحيم (مقاطعة غيلانغرب)
دارتوت‌رحيم (بالفارسية: دارتوت‌رحیم) هي قرية تقع في منطقة مركزية ريفية في إيران. يقدر عدد سكانها بـ 38 نسمة بحسب إحصاء 2016.